# Gerhard Berger
Gerhard Berger (Wörgl, 1959. augusztus 27. –) volt Formula–1-es versenyző. Korábban a Scuderia Toro Rosso Formula–1-es csapat vezetője.
Gerhard Berger 14 Formula–1-es szezont teljesített, a legjobb világbajnoki eredménye két harmadik helyezés. Ez idő alatt tíz nagydíjat nyert, 48-szor végzett dobogón, 12-szer indult az első rajtkockából, és 21 alkalommal futotta a verseny leggyorsabb körét, kettővel többször, mint a barátja, Ayrton Senna. A pályafutása során 210 versenyen indult, amivel a Formula–1 legtapasztaltabb versenyzői közé tartozik. Magáénak mondhatja azt a különlegességet, hogy ő érte el a Benetton csapat első futamgyőzelmét, majd a 11 évvel későbbi utolsót is.

## Pályafutása

### A Formula–1 előtt
Gerhard Berger egy szállítási vállalkozó fiaként született egy tiroli kisvárosban, Wörglben. Már korán érdeklődést mutatott a motorok és az autók iránt. Az iskola befejezése után, apja sürgetésére, beiratkozott egy kereskedelmi iskolába, de hamar abbahagyta a tanulást, hogy beálljon apja mellé autószerelő-tanulónak. Berger célja az autóversenyzés volt, de előtte részt kellett vennie a sorkatonai kiképzésen.

### A Formula–1-ben

#### Az ATS, az Arrows és a Benetton csapatnál

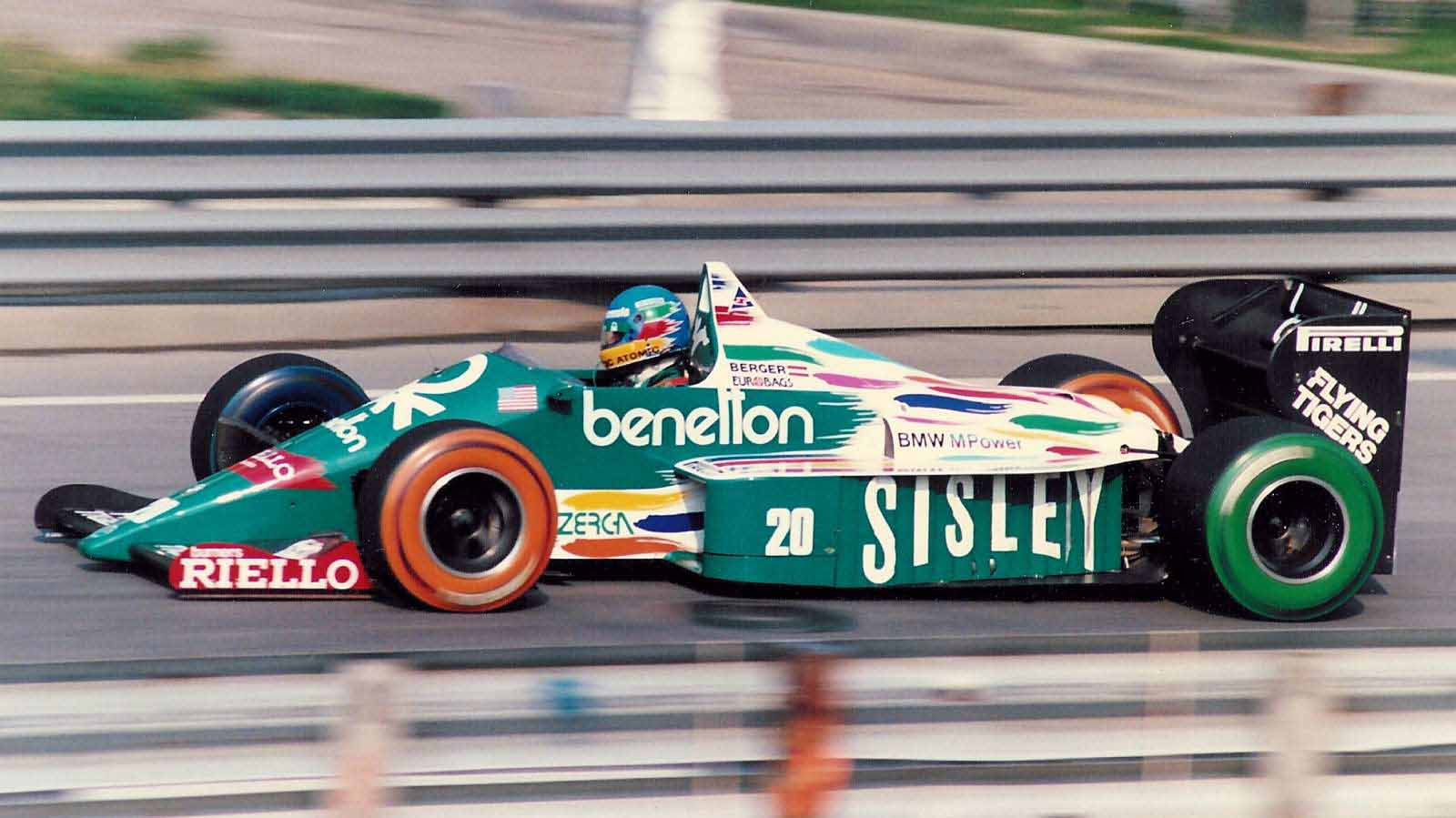
Berger 1986-ban, Detroitban

Miután Berger számos versenyt nyert az Európai Formula–3 sorozatban, 1984-ben, idény közben leszerződtette az ATS csapat, és a hazája nagydíján debütálhatott. Már élete második versenyén, az olasz nagydíjon pontszerző helyen ért célba, de nem kapott pontot, mivel a csapata csak egy autót indított a sorozatban, és a szabályok értelmében csak az a versenyző volt jogosult pontszerzésre, aki elkezdte az évet. A következő szezont már végigversenyezte az Arrows istállónál. Az igazi áttörést az 1986-os év jelentette, amikor a kimagaslóan erős BMW turbómotorokkal és Pirelli abroncsokkal szerelt Benetton autójával a San Marinói Nagydíjon dobogóra állhatott, majd az első futamgyőzelmét is megszerezte a mexikói nagydíjon.

#### Az első ferraris korszak

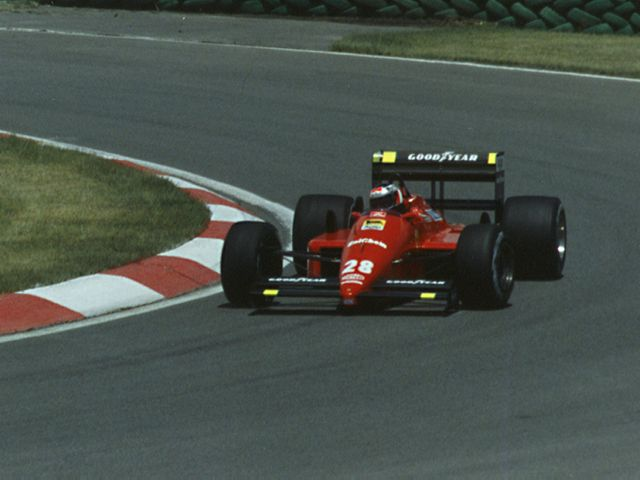
Berger 1988-ban, Kanadában

1987-ben már a Ferrari csapat színeiben indulhatott, de a sorozatos technikai problémák megfosztották a jó szereplés lehetőségétől. Az autó az idény végére följavult, Portugáliában megszerezte az első pole-pozícióját, majd az évad utolsó két versenyét megnyerte. Így 1988-ra már a vb-cím esélyesei közé lépett, de ez volt az az év, amikor a Prost és Senna által vezetett McLarenek verhetetlenek voltak, 16 futamból 15-ön győztek. Egyedül Bergernek sikerült rajtuk kívül futamot nyerni, az olasz nagydíjon. A Michele Alboretóval aratott kettős győzelem némi gyógyírt jelentett az olasz csapatnak az Enzo Ferrari két héttel korábban bekövetkezett halála miatt érzett fájdalomra.
1989-ben a Willamstől átszerződő Nigel Mansell lett Berger csapattársa. Ám az autó ismét nem volt versenyképes, ráadásul Imolában, a hírhedt Tamburello-kanyarban komoly balesetet szenvedett, csak nagy szerencsével tudott élve kimenekülni kigyulladó járművéből. Nem szenvedett komoly sérüléseket, így hamar visszatért, és meg is nyerte a portugál nagydíjat. Ezenkívül azonban csak két második helyet tudott szerezni, ami mindössze a 7. helyre volt elég az összetettben.

#### A McLarennél

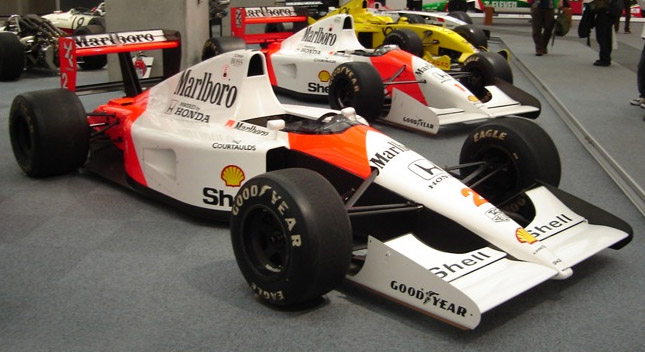
Berger McLarene 1991-ből

Senna és Prost viszonyának megromlása miatt utóbbi a Ferrarihoz szerződött, így Bergernek lehetősége nyílt az akkori mezőny legjobb csapatához, a McLarenhez igazolni. A bemutatkozása meglehetősen viharosra sikeredett, mivel a szezon első nagydíján jobb rajthelyre kvalifikálta magát, mint Senna. Ezután ritkán fordult elő, hogy Berger a brazil előtt végzett, 1990 és 1992 között csak háromszor nyert futamot. 1991-ben Senna engedte maga elé Japánban, a következő évben, Kanadában és Ausztráliában pedig az összes jelentős rivális kiesése kellett a győzelemhez.

#### Újra a Ferrari

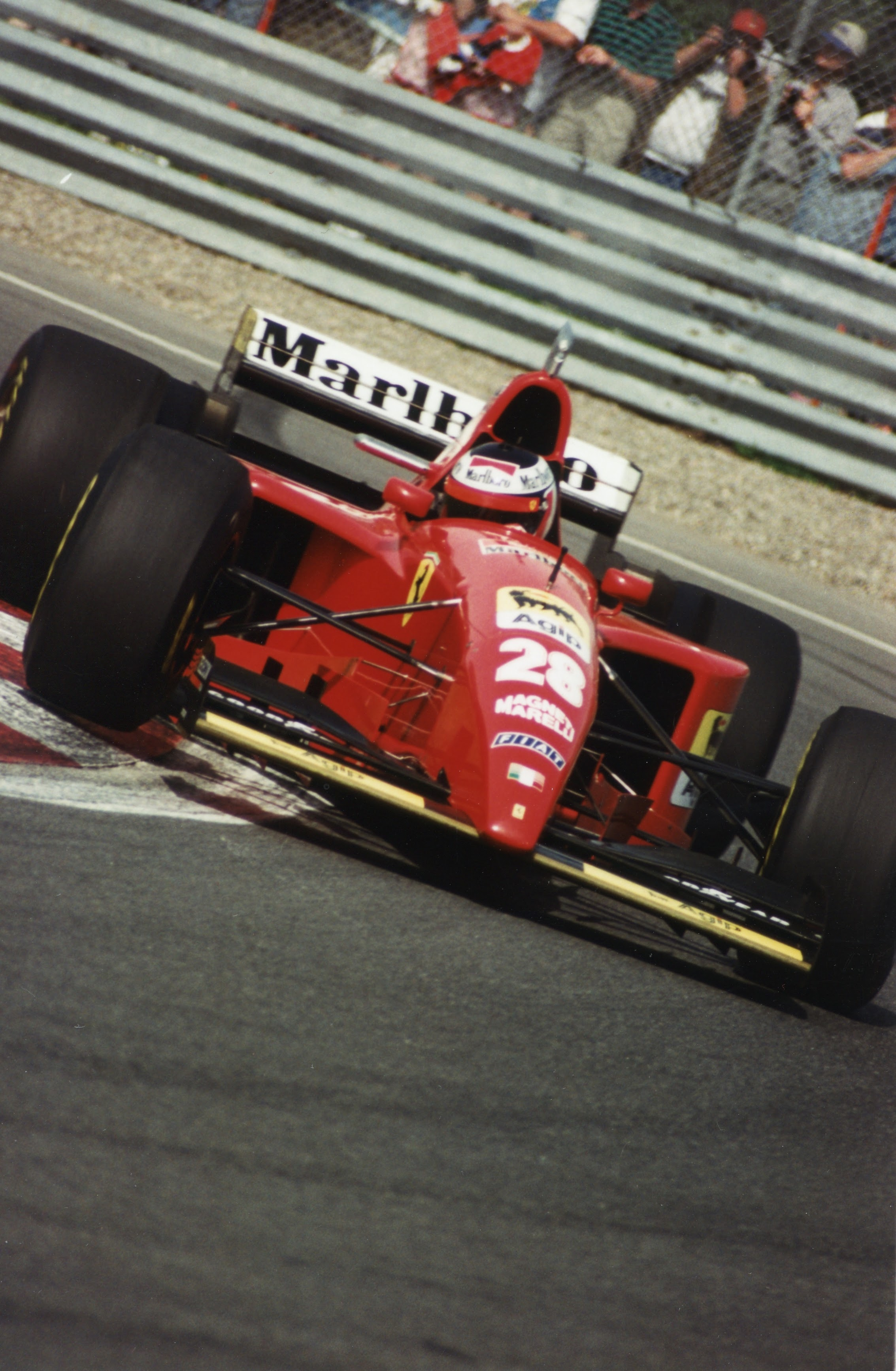
Berger a Ferrari volánjánál az 1995-ös kanadai nagydíjon, Montréalban

1993-ban a Ferrari visszahívta Bergert, hogy segítsen helyreállítani a csapat régi fényét. Nagy szerepe volt Jean Todt csapatfőnök szerződtetésében, lerakva a későbbi sikerek alapjait. Az autó ismét messze volt a tökéletestől, a megszerzett egy dobogós hely és 12 pont csak a 8. helyre volt elég a pilóták között. Ez volt Berger legrosszabb év végi eredménye, amióta 1986-ban a Benettonhoz szerződött. 1994-ben súlyosan megviselte a barátja, Ayrton Senna és a honfitársa, Roland Ratzenberger halála, de a német nagydíjon győzni tudott, ami óriási eredmény volt a csapatnak, tekintve, hogy 1990 óta nem nyertek futamot. Az év végén Berger a 3. helyen zárt Schumacher és Hill mögött. Utoljára 1995-ben versenyzett a Ferrarinál, számos dobogós helyezést elérve. A kanadai nagydíjon a világbajnoki címért küzdő Hill megelőzésével bizonyságát adta, hogy még mindig remek versenyző.

#### Az utolsó évek a Benettonnál
Michael Schumacher érkezésével Berger nem látta biztosítottnak a kellő támogatást a Ferrarinál, így 1996-ban a Benettonhoz igazolt, ahol az első győzelmét szerezte. A csapat sajnos az árnyéka volt a korábbi önmagának, csak két dobogós helyre futotta az évben. 1997-ben, a német nagydíjon Berger megszerezte élete és a Benetton eddigi utolsó futamgyőzelmét, ami azért különösen értékes, mert betegsége és az édesapja halála miatt a három megelőző versenyt kihagyta. Az utolsó nagydíján, a Jerezben megrendezett európai nagydíjon épphogy lemaradt a dobogóról, csak pár másodperccel végezve a Schumacher és Villeneuve ominózus ütközése után élete első győzelmét arató Mika Häkkinen mögött. Az évad végén bejelentette a visszavonulását. A pletykák, miszerint 1998-ra visszatér a Ferrarihoz, hamisnak bizonyultak.

### Visszavonulása után
A Formula–1 népszerű figurájaként 2000 és 2003 között gyakran volt látható a bokszutcában, mint a BMW versenyigazgatója, felügyelve a gyár 2000-es visszatérését a sportágba. 2004. április 25-én, tíz évvel Ayrton Senna halála után háromkörös bemutatót tartott Imolában egy JPS Lotus 97T-vel, azzal az autóval, amivel Senna versenyzett az 1985-ös évben.
2006 februárjában megvásárolta a Scuderia Toro Rosso 50%-os tulajdonrészét Dietrich Mateschitztől, aki ugyanekkora részt vásárolt a Berger apja által 1961-ben alapított közúti fuvarozó cégből, a Berger Logistikből.

## Teljes Formula–1-es eredménysorozata
(Táblázat értelmezése)

(Félkövér: pole-pozícióból indult; dőlt: leggyorsabb kört futott) 

| Év   | Csapat   | 1      | 2      | 3       | 4      | 5      | 6      | 7       | 8       | 9       | 10     | 11     | 12     | 13     | 14     | 15     | 16     | 17     | Helyezés | Pont |
| ---- | -------- | ------ | ------ | ------- | ------ | ------ | ------ | ------- | ------- | ------- | ------ | ------ | ------ | ------ | ------ | ------ | ------ | ------ | -------- | ---- |
| 1984 | ATS      | BRA    | RSA    | BEL     | SMR    | FRA    | MON    | CAN     | USE     | USA     | GBR    | GER    | AUT 12 | NED    | ITA* 6 | EUR Ki | POR 13 |        | –        | 0    |
| 1985 | Arrows   | BRA Ki | POR Ki | SMR Ki  | MON Ki | CAN 13 | USA 11 | FRA Ki  | GBR 8   | GER 7   | AUT Ki | NED 9  | ITA Ki | BEL 7  | EUR 10 | RSA 5  | AUS 6  |        | 20.      | 3    |
| 1986 | Benetton | BRA 6  | ESP 6  | SMR 3   | MON Ki | BEL 10 | CAN Ki | USA Ki  | FRA Ki  | GBR Ki  | GER 10 | HUN Ki | AUT 7  | ITA 5  | POR Ki | MEX 1  | AUS Ki |        | 7.       | 17   |
| 1987 | Ferrari  | BRA 4  | SMR Ki | BEL Ki  | MON 4  | USA 4  | FRA Ki | GBR Ki  | GER Ki  | HUN Ki  | AUT Ki | ITA 4  | POR 2  | ESP Ki | MEX Ki | JPN 1  | AUS 1  |        | 5.       | 36   |
| 1988 | Ferrari  | BRA 2  | SMR 5  | MON 2   | MEX 3  | CAN Ki | USA Ki | FRA 4   | GBR 9   | GER 3   | HUN 4  | BEL Ki | ITA 1  | POR Ki | ESP 6  | JPN 4  | AUS Ki |        | 3.       | 41   |
| 1989 | Ferrari  | BRA Ki | SMR Ki | MON Bet | MEX Ki | USA Ki | CAN Ki | FRA Ki  | GBR Ki  | GER Ki  | HUN Ki | BEL Ki | ITA 2  | POR 1  | ESP 2  | JPN Ki | AUS Ki |        | 7.       | 21   |
| 1990 | McLaren  | USA Ki | BRA 2  | SMR 2   | MON 3  | CAN 4  | MEX 3  | FRA 5   | GBR 14  | GER 3   | HUN 16 | BEL 3  | ITA 3  | POR 4  | ESP Ki | JPN Ki | AUS 4  |        | 4.       | 43   |
| 1991 | McLaren  | USA Ki | BRA 3  | SMR 2   | MON Ki | CAN Ki | MEX Ki | FRA Ki  | GBR 2   | GER 4   | HUN 4  | BEL 2  | ITA 4  | POR Ki | ESP Ki | JPN 1  | AUS 3  |        | 4.       | 43   |
| 1992 | McLaren  | RSA 5  | MEX 4  | BRA Ki  | ESP 4  | SMR Ki | MON Ki | CAN 1   | FRA Ki  | GBR 5   | GER Ki | HUN 3  | BEL Ki | ITA 4  | POR 2  | JPN 2  | AUS 1  |        | 5.       | 49   |
| 1993 | Ferrari  | RSA 6  | BRA Ki | EUR Ki  | SMR Ki | ESP 6  | MON 14 | CAN 4   | FRA 14  | GBR Ki  | GER 6  | HUN 3  | BEL 10 | ITA Ki | POR Ki | JPN Ki | AUS 5  |        | 8.       | 12   |
| 1994 | Ferrari  | BRA Ki | PAC 2  | SMR Ki  | MON 3  | ESP Ki | CAN 4  | FRA 3   | GBR Ki  | GER 1   | HUN 12 | BEL Ki | ITA 2  | POR Ki | EUR 5  | JPN Ki | AUS 2  |        | 3.       | 41   |
| 1995 | Ferrari  | BRA 3  | ARG 6  | SMR 3   | ESP 3  | MON 3  | CAN Ki | FRA 12  | GBR Ki  | GER 3   | HUN 3  | BEL Ki | ITA Ki | POR 4  | EUR Ki | PAC 4  | JPN Ki | AUS Ki | 6.       | 31   |
| 1996 | Benetton | AUS 4  | BRA Ki | ARG Ki  | EUR 9  | SMR 3  | MON Ki | ESP Ki  | CAN Ki  | FRA 4   | GBR 2  | GER 13 | HUN Ki | BEL 6  | ITA Ki | POR 6  | JPN 4  |        | 6.       | 21   |
| 1997 | Benetton | AUS 4  | BRA 2  | ARG 6   | SMR Ki | MON 9  | ESP 10 | CAN Bet | FRA Bet | GBR Bet | GER 1  | HUN 8  | BEL 6  | ITA 7  | AUT 10 | LUX 4  | JPN 8  | EUR 4  | 5.       | 27   |